# Tensioativo

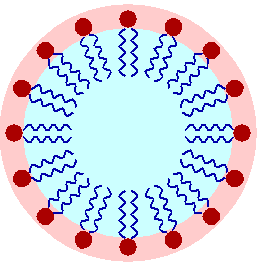
Um diagrama esquemático de uma micela de óleo em uma suspensão aquosa, como a que pode ocorrer em uma emulsão de óleo e água. Neste exemplo, as caudas hidrofóbicas das moléculas de surfactante se projetam sobre o óleo (em azul) enquanto as cabeças se misturam com a fase aquosa (em vermelho).

Tensioativos, tensoativos, ou ainda surfactantes são substâncias que diminuem a tensão superficial ou influenciam a superfície de contato entre dois líquidos, entre um gás e um líquido, ou entre um líquido e um sólido. Tensoativos podem agir como detergentes, agentes molhantes, emulsificantes, agentes formadores de espuma ou dispersantes.
Compostos tensoativos são formados por moléculas que possuem uma parte de sua estrutura solúvel em água e outra não.

## Classificação
Tensioativos podem ser classificados como:
- Catiônicos: são agentes tensioativos que possuem um ou mais grupamentos funcionais que, ao se ionizarem em solução aquosa, fornecem íons orgânicos carregados positivamente. Exemplos típicos são os quaternários de amônio.
- Aniônicos: são agentes tensioativos que possuem um ou mais grupamentos funcionais e que, ao se ionizarem em solução aquosa, fornecem íons orgânicos carregados negativamente, que são os responsáveis pela tensoatividade. Um exemplo é o dodecanoato de sódio.
- Não-iônicos: são agentes tensioativos que possuem grupos hidrofílicos sem carga ligado a cadeia graxa.
- Anfóteros: são agentes tensioativos que contêm em sua estrutura tanto o radical ácido inflamável como o básico. Esses compostos, quando em solução aquosa, exibem características aniônicas ou catiônicas dependendo das condições de pH da solução. Os tensioativos anfóteros mais comuns incluem N-alquil e C-alquil betaina e sultaina, como também álcool amino fosfatidil e ácidos.